# Under17
Under17 war eine japanische Musikgruppe. Sie produzierten hauptsächlich Lieder für Anime und Erogē.
Seit der Auflösung von UNDER17 im September 2004 schreibt die Sängerin Haruko Momoi an eigenen Liedern weiter. Gitarrist Masaya Koike ist derzeit als Mitglied der Band MOSAIC.WAV aktiv.

## Diskografie

### Kompilationen
- Under17 Best Album 1: Bishōjo Game Song ni Ai o!! (Under17 Best Album 1 美少女ゲームソングに愛を！！; 2003)
- Under17 Best Album 2: Moe Song o Kiwameru zo!! (Under17 Best Album 2 萌えソングをきわめるゾ！！; 2004)
- Under17 Best Album 3: Soshite Densetsu e … (Under17 Best Album 3 そして伝説へ…; 2004)

### Singles
- Mouse Chu Mouse (マウス Chu マウス; 2003) zum Anime Mouse[1]
- Love Slave (ラブスレイブ; 2004) zum Anime DearS
- Kujibiki Unbalance (くじびきアンバランス; 2008) zum Anime Kujibiki Unbalance